# (3608) Kataev
(3608) Kataev (1978 SD1) – planetoida z pasa głównego asteroid okrążająca Słońce w ciągu 6,22 lat w średniej odległości 3,38 au Odkryła ją Ludmiła Czernych 27 września 1978 roku.